# Arena Coliseo (Ciudad de México)

Ring de la Arena Coliseo tras un evento de lucha libre.

La Arena Coliseo es una arena para eventos de lucha libre profesional y boxeo, que se encuentra en el Centro Histórico de la Ciudad de México, en la calle República de Perú número 77 entre República de Brasil y República de Chile en la alcaldía Cuauhtémoc. Es conocida como «El embudo de La Lagunilla» o «El embudo coliseíno» por su forma circular y por ubicarse en el histórico barrio de la Lagunilla. Su construcción fue financiada por Salvador Lutteroth, el llamado «padre de la Lucha Libre Mexicana», quien construyó la arena con 40 mil pesos que se ganó en la Lotería Nacional, siendo la primera arena de América Latina con aire acondicionado.

## Historia
La arena fue construida por el empresario Salvador Lutteroth con los 40 mil pesos mexicanos de la época que ganó en la Lotería Nacional con el boleto 4242 para el sorteo del 21 de septiembre de 1934. Posterior a la fundación de la Empresa Mexicana de Lucha Libre (EMLL) y el incendio de la Arena Nacional de 1934, creció la demanda de espectáculos de boxeo y lucha libre en la Ciudad de México y con ello la necesidad de un recinto nuevo, emprendiendo Lutteroth la edificación de una nueva arena. Fue inaugurada el 2 de abril de 1943 con la lucha estelar entre Tarzán López contra Santo, encuentro que perdió El enmascarado de plata.
El 7 de octubre de 1953 se realizó en sus instalaciones la afamada lucha estelar entre El Santo y Black Shadow. El combate se pactó tras una prolongada rivalidad en la modalidad «máscara contra máscara», resultando perdedor Black Shadow, por lo que se tuvo que revelar su identidad, Alejandro Cruz Ortiz. El 27 de septiembre de 1953 se realizó en esta arena la revancha entre El Santo y Blue Demon, misma que ganó El demonio azul.
Entre los boxeadores que han realizado combates en esta arena están Ricardo López, Raúl «Ratón» Macías, Rubén «Púas» Olivares, Guadalupe Lupe Pintor, Mantequilla Nápoles, Ultiminio Ramos, entre otros. Se han disputado tres peleas de campeonato mundial en sus instalaciones: Marcos Villasana vs Rafael Zúñiga (11 de abril de 1991), Miguel Ángel González vs Wilfrido Rocha (27 de noviembre de 1993) y Ganigan López vs Jonathan Taconing (2 de julio de 2016).